# فوتونيات

انكسار موجات الفوتونات (الضوء) بواسطة منشور

الفوتونيات (بالإنجليزية: Photonics)‏ هي فرع من فروع البصريات يتضمن تطبيق توليد الضوء وكشفه ومعالجته في شكل فوتونات من خلال الانبعاث والنقل والتضمين ومعالجة الإشارات والتبديل والتضخيم والاستشعار.
وبالتالي يؤكد مصطلح الفوتونيات على أن الفوتونات ليست جسيمات ولا موجات - بل هي مختلفة من حيث إن لديها طبيعة الجسيمات والموجات على حد سواء. وتشمل الفوتونيات جميع التطبيقات التقنية للضوء عبر كامل الطيف من الأشعة فوق البنفسجية عبر الطيف المرئي إلى الأشعة تحت الحمراء قريبة ومتوسطة وبعيدة المدى. مع ذلك، تأتي معظم التطبيقات في نطاق الأشعة تحت الحمراء المرئية والقريبة. وقد تطور مصطلح الفوتونيات وذلك امتدادا للبواعث الضوئية الأولى من أشباه الموصلات التي تم ابتكارها في أوائل ستينيات القرن الماضي والألياف البصرية التي تم تطويرها في السبعينيات.
وهذه التسمية تشدد على الطبيعة المختلفة للضويئيات عن الموجات والجسيمات. حيث أن الضويئيات تملك خصائص موجية وجسيمية معا. ويبحث علم الضويئيات مختلف التطبيقات العملية للضوء والتي ظهرت على السطح منذ سبعينيات القرن العشرين. ولا يختلف علم الضويئيات كثيرا عن علم الإلكترونيات البصرية وثمة الكثير من القواسم المشتركة بين هذين المبحثين.

## تاريخ الفوتونيات
كلمة photonics مشتقة من الكلمة اليونانية "photos" التي تعني الضوء؛ وقد ظهرت في أواخر الستينيات لوصف حقل بحثي كان هدفه هو استخدام الضوء لإنجاز المهام، والذي وقع بشكل تقليدي ضمن النطاق العادي للإلكترونيات، مثل الاتصالات السلكية واللاسلكية ومعالجة المعلومات وما إلى ذلك.
وبدأ علم الفوتونيات كحقل علمي مع ابتكار الليزر في عام 1960. وتبع ذلك تطورات أخرى: منها الصمام الثنائي لليزر في السبعينيات والألياف البصرية لنقل المعلومات ومضخم الألياف المطعمة بالإربيوم. وشكلت هذه الاختراعات الأساس الخاص بثورة الاتصالات السلكية واللاسلكية في أواخر القرن العشرين وأتاحت البنية الأساسية لشبكة الإنترنت.
وعلى الرغم من صياغته في وقت مبكر، بات مصطلح الفوتونيات شائع الاستخدام في الثمانينيات مع اعتماد مشغلي شبكات الاتصالات السلكية واللاسلكية لتقنيات إرسال البيانات عبر الألياف الضوئية. وفي ذلك الوقت، جرى استخدام المصطلح على نطاق واسع في مختبرات بل. وتم تأكيد استخدامه عندما أنشئت جمعية IEEE Lasers and Electro-Optics Society مجلة أرشيفية باسم Photonics Technology Letters في نهاية الثمانينيات.
وخلال الفترة التي سبقت ما يعرف بأزمة فقاعة الإنترنت في عام 2001 تقريبا، انصب تركيز الفوتونيات  بشكل كبير على الاتصالات السلكية واللاسلكية. ومع ذلك، تغطي الفوتونيات مجموعة كبيرة من التطبيقات العلمية والتكنولوجية، بما في ذلك: الصناعات القائمة على الليزر والاستشعار البيولوجي والكيميائي والتشخيصات والعلاجات الطبية وتكنولوجيا أجهزة العرض والحوسبة البصرية.
وتشهد التطبيقات الفوتونية الخاصة بالاتصالات السلكية واللاسلكية نموا كبيرا، لا سيما منذ اندلاع فقاعة الإنترنت ويرجع ذلك جزئيا إلى أن العديد من الشركات باتت تبحث عن مجالات تطبيقية جديدة. ومن المرجح حدوث مزيد من النمو للفوتونيات إذا نجحت تطورات فوتونيات السيليكون [الإنجليزية].

## العلاقة مع المجالات الأخرى

### البصريات الكلاسيكية
يرتبط علم الفوتونيات ارتباطا وثيقا بالبصريات. ومع ذلك فإن البصريات سبقت الاكتشاف المتمثل في أنه يمكن حساب الضوء بلغة ميكانيكا الكم (عندما قام ألبرت أينشتاين (Albert Einstein) بشرح التأثير الكهروضوئي في عام 1905). وتشمل أدوات البصريات العدسة العاكسة والمرآة العاكسة والعديد من المكونات البصرية المعروفة قبل عام 1900. ولا تعتمد المبادئ الرئيسية للبصريات الكلاسيكية، مثل مبدأ هيغنز ومعادلات ماكسويل ومعادلات الموجة، على الخصائص الكمية للضوء.

### البصريات الحديثة
ويرتبط علم الفوتونيات بالبصريات الكمية والميكانيكا البصرية والبصريات الكهربائية والإلكترونيات البصرية والإلكترونيات الكمية. ومع ذلك، لكل مجال دلالات مختلفة اختلافا قليلا باختلاف المجتمعات العلمية والحكومية وفي السوق. وتشير البصريات الكمية عادة إلى الأبحاث الأساسية، في حين أن الفوتونيات تستخدم للإشارة إلى البحوث التطبيقية وعمليات التطوير.
ويشير المصطلح الفوتونيات على نحو أكثر تحديدا إلى:
- الخصائص الجسيمية للضوء،
- القدرة على ابتكار تقنيات لمعالجة الإشارات باستخدام الفوتونات،
- التطبيق العملي للبصريات،
- التناظر مع الإلكترونيات.

يشير المصطلح الإلكترونيات البصرية إلى الأجهزة أو الدوائر التي تتألف من وظائف كهربائية وبصرية على حد سواء، أي الأجهزة ذات المادة الفيلمية الرقيقة من أشباه الموصلات. ودخل مصطلح البصريات الكهربائية حيز التنفيذ في وقت سابق ويشمل على نحو محدد التفاعلات الكهربائية-البصرية غير الخطية التطبيقية، على سبيل المثال، أجهزة التضمين الكريستالية مثل خلية بوكلز، ولكنها تتضمن أيضا أجهزة استشعار التصوير المتقدمة التي تستخدم عادة لأغراض المراقبة من قبل مؤسسات مدنية أو حكومية.

### المجالات الناشئة
ترتبط الفوتونيات كذلك بعلوم المعلومات الكمية الناشئة في تلك الحالات التي تستخدم فيها الأساليب الضوئية. ومن بين المجالات الناشئة الأخرى علم الفيزياء النووية-البصرية، التي تقوم فيها الأجهزة الضوئية بدمج الأجهزة الفوتونية والأجهزة الذرية لإجراء تطبيقات مثل ضبط الوقت بدقة وعلم القياس والموازين؛ ونظام polaritonics، الذي يختلف عن الفوتونيات من حيث أن حامل المعلومات الأساسي هو البولاريتون، وهو مزيج من الفوتونات والفونونات، ويعمل في نطاق ترددي من 300 جيجاهرتز إلى 10 تيراهرتز تقريبا.

## الاستعمالات والتطبيقات

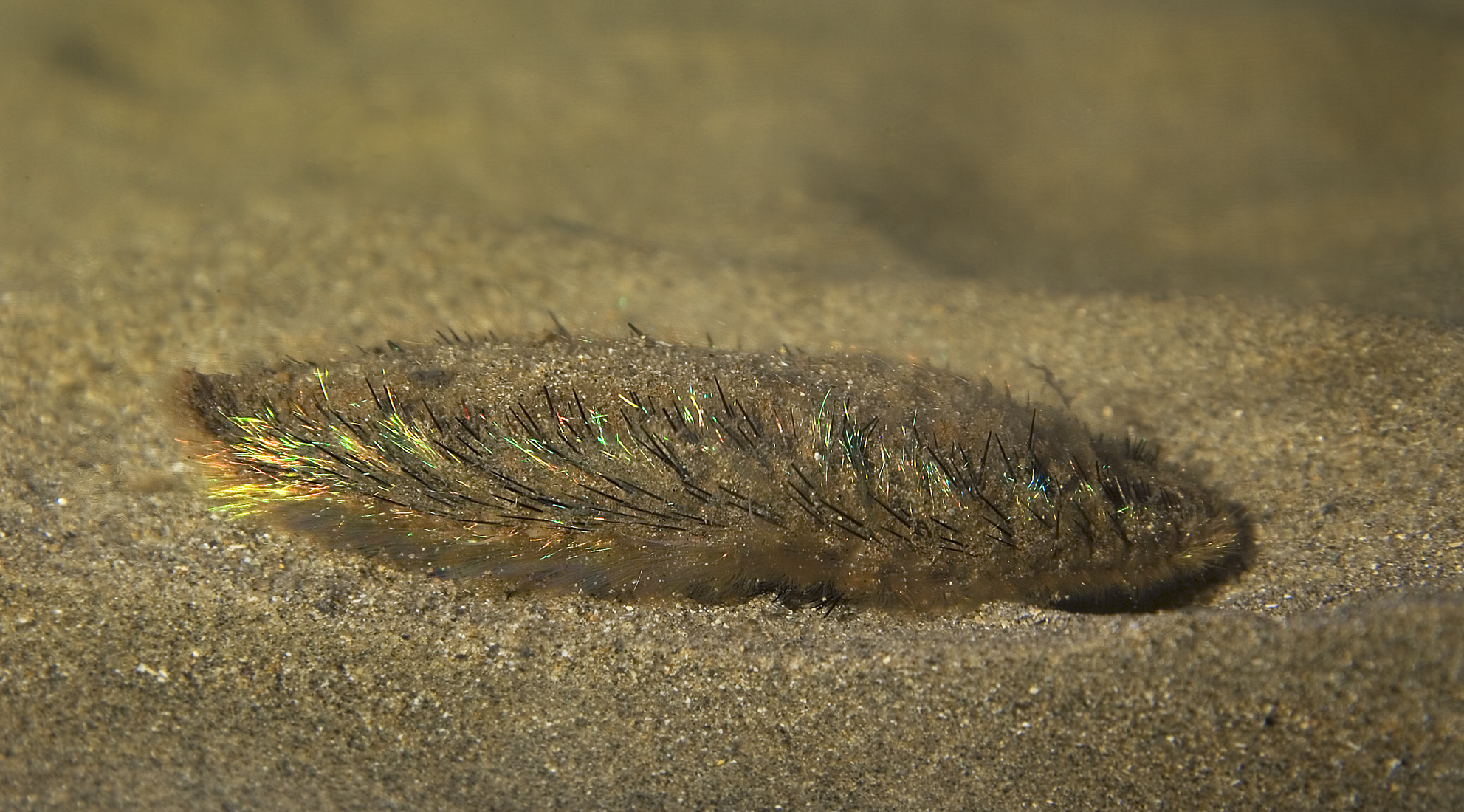
أفروديتا أكولياتا، دودة فأرة البحر، تظهر أعمدة فقرية ملونة، حيث تعتبر مثالا رائعا للهندسة الضوئية الخاصة بأحد الكائنات الحية

إن تطبيقات الفوتونيات موجودة في كل مكان. وتشمل جميع المجالات بدء من الحياة اليومية وصولا إلى العلوم الأكثر تقدما، على سبيل المثال كشف الضوء والاتصالات السلكية واللاسلكية ومعالجة المعلومات والإضاءة وعلم القياس والموازين والتحليل الطيفي والتصوير الثلاثي الأبعاد والطب (العمليات الجراحية وتصحيح الإبصار التنظير الداخلي والمراقبة الصحية) والتكنولوجيا العسكرية ومعالجة المواد بالليزر والفنون البصرية والبيوفوتونيك والزراعة والروبوتات.
ومع توسع تطبيقات الإلكترونيات بشكل كبير منذ اختراع أول ترانزستور في عام 1948، تستمر التطبيقات الفريدة للفوتونيات في التطور. وتتضمن التطبيقات المهمة اقتصاديا الخاصة بالأجهزة الضوئية من أشباه الموصلات تسجيل البيانات البصرية والاتصالات السلكية واللاسلكية عبر الألياف البصرية والطباعة بالليزر (استنادا إلى التصوير الجاف) وأجهزة العرض والضخ البصري لأجهزة الليزر عالية الطاقة. والتطبيقات المحتملة لعلم الفوتونيات غير محدودة تقريبا وتشمل التركيب الكيميائي والتشخيصات الطبية ونقل البيانات والدفاع بالليزر وطاقة الانصهار، وهناك العديد من الأمثلة الإضافية المثيرة.
- أجهزة المستهلك: جهاز المسح الضوئي والطابعة وأجهزة CD/DVD/Blu-ray وأجهزة التحكم عن بعد ذات الشفرة الخيطية
- الاتصالات السلكية واللاسلكية: اتصالات الألياف الضوئية والأجهزة البصرية لتحويل الإشارات إلى ترددات أقل
- الطب: تصحيح ضعف البصر وجراحة الليزر والتنظير الداخلي الجراحي وإزالة الوشم
- التصنيع: استخدام الليزر للحام والحفر والقطع وغير ذلك من الأساليب المختلفة لتعديل الأسطح
- البناء: التسوية بالليزر والكشف عن الهدف بالليزر والهياكل الذكية
- الطيران: الجيروسكوبات الفوتونية التي تفتقر للأجزاء المتحركة
- المجال العسكري: أجهزة الاستشعار بالأشعة تحت الحمراء، والقيادة والتحكم، والملاحة، والبحث والإنقاذ، وزرع الألغام والكشف عنها
- الترفيه: عروض الليزر ومؤثرات الأشعة وفن التصوير ثلاثي الأبعاد
- معالجة المعلومات
- علم القياس والموازين: قياسات الوقت والتردد كشف الهدف
- الحوسبة الضوئية: توزيع الساعة والتواصل بين أجهزة الكمبيوتر، أو لوحات الدوائر المطبوعة أو داخل الدوائر المتكاملة الإلكترونية البصرية؛ وفي المستقبل: الحوسبة الكمية

## نظرة عامة على بحوث الفوتونيات
يشمل علم الفوتونيات الأبحاث الخاصة بالانبعاث والإرسال والتضخيم والكشف عن الضوء وتعديله.